# 小行星8223
小行星8223（8223 Bradshaw）是一颗绕太阳运转的小行星，为主小行星带小行星。该小行星于1996年8月6日发现。

## 轨道参数
小行星8223的轨道半长轴为2.7345948 UA，离心率为0.230。